# Arrondissement di Tours
L'arrondissement di Tours è una suddivisione amministrativa francese, situata nel dipartimento dell'Indre e Loira e la regione del Centro-Valle della Loira.

## Composizione
L'arrondissement di Tours raggruppa 123 comuni in 24 cantoni:
- cantone di Amboise
- cantone di Ballan-Miré
- cantone di Bléré
- cantone di Chambray-lès-Tours
- cantone di Château-la-Vallière
- cantone di Château-Renault
- cantone di Joué-lès-Tours-Nord
- cantone di Joué-lès-Tours-Sud
- cantone di Luynes
- cantone di Montbazon
- cantone di Montlouis-sur-Loire
- cantone di Neuillé-Pont-Pierre
- cantone di Neuvy-le-Roi
- cantone di Saint-Avertin
- cantone di Saint-Cyr-sur-Loire
- cantone di Saint-Pierre-des-Corps
- cantone di Tours-Centre
- cantone di Tours-Est
- cantone di Tours-Nord-Est
- cantone di Tours-Nord-Ovest
- cantone di Tours-Ovest
- cantone di Tours-Sud
- cantone di Tours-Val-du-Cher
- cantone di Vouvray